# International Swaps and Derivatives Association

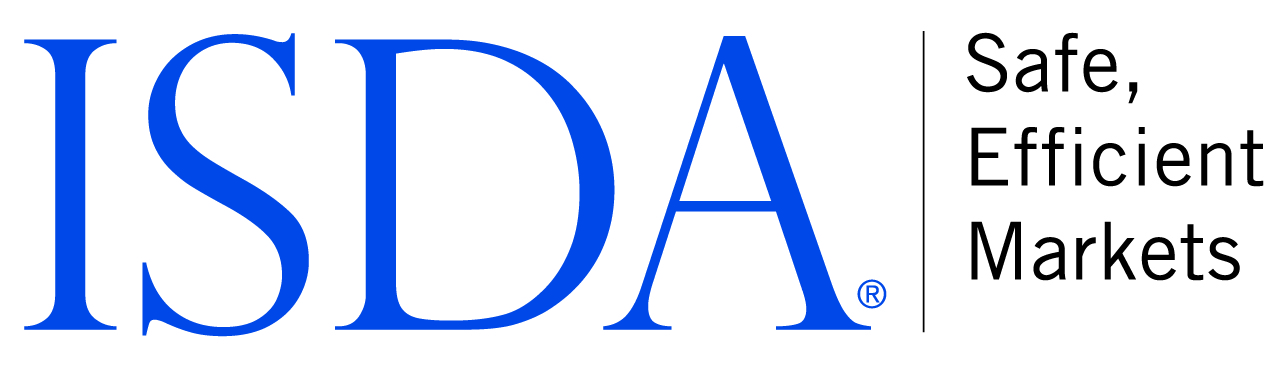
Logo der ISDA

Die International Swaps and Derivatives Association (ISDA) ist eine Handelsorganisation von Teilnehmern am Markt für OTC-Derivate mit derzeit über 800 Mitgliedern aus knapp 60 Ländern, die sich zum Ziel setzt, den Handel privat gehandelter Derivate auf vielfältige Weise zu vereinfachen. Bekannt ist die Vereinigung dabei hauptsächlich durch die von ihr entwickelten und herausgegebenen ISDA Master Agreements, eine Reihe von Rahmenverträgen für den Handel mit spezifischen OTC-Produkten, in denen grundlegende vertragliche Verpflichtungen zwischen den handelnden Parteien festgelegt sind.
Der Hauptsitz der ISDA befindet sich in New York.

## Geschichte

### Gründungsphase
Die ISDA ging Anfang 1985 aus den im Vorjahr angelaufenen Bemühungen einiger Swap-Händler hervor, standardisierte Vertragsbedingungen für den Handel mit Zinsswaps auszuarbeiten. Hintergrund dieser Initiative waren die erheblichen Transaktionskosten, die OTC-Transaktionen zuvor mit sich brachten, darunter beispielsweise Anwaltskosten für die Ausfertigung individualisierter Verträge über die vollständigen Transaktionsbedingungen sowie ein hoher zeitlicher Aufwand für die Einigung auf grundlegende vertragliche Definitionen. Zudem stand die fehlende Standardisierung der Handelbarkeit von abgeschlossenen Derivaten auf einem Sekundärmarkt entgegen, da in jedem Fall individuell geprüft werden musste, ob und unter welchen Bedingungen das Produkt überhaupt übertragbar war. Im Juni 1985 gab die ISDA mit dem – bereits ein Jahr später ausgebauten – Code of Standard Wording, Assumptions and Provisions for Swaps ein erstes Dokument mit grundlegenden begrifflichen Definitionen für die Vertragsgestaltung heraus, das sich jedoch noch ausschließlich auf den Handel mit US-Dollar-basierten Zinsswaps beschränkte. Der enge Anwendungsbereich ließ eine weite Verbreitung noch nicht zu und das Ziel der Standardisierung konnte damit nur unzureichend erreicht werden, weil noch immer individuelle Vereinbarungen nötig waren und die ISDA-Musterdefinitionen von den Marktteilnehmern in unterschiedlichem Maße genutzt und an eigene Konzepte angepasst wurden.
Mit den 1987 veröffentlichten Interest Rate and Currency Exchange Definitions, die grundlegende Begriffsdefinitionen und Festlegungen für weitere vertragliche Festlegungen zwischen den handelnden Parteien enthielten, sowie dem Interest Rate and Currency Exchange Agreement, mit dem von der ISDA nun auch ein erster tatsächlicher Rahmenvertrag für den Handel mit Zins- und Währungsswaps in mehreren Währungen geschaffen wurde, legte die Organisation den Grundstein für die großflächige und insbesondere auch weltweite Durchsetzung ihrer Vorlagen. Das Agreement beinhaltete dabei den zwischen zwei Parteien einmalig vereinbarten Rahmenvertrag selbst – in diesem waren allgemeine Grundsätze zum Vertragsverhältnis enthalten; vom Vertrag abweichende Bestimmungen konnten zusammengefasst in einem Anhang (Schedule) festgelegt werden – die spezifischen Bedingungen einzelner Transaktionen wurden in kurzen separaten Bestätigungen (Confirmations) festgelegt. Der Entstehungsprozess des Dokuments fußte auf dem Konzept, nur bei Einigkeit Ansätze explizit in das Agreement zu übernehmen; gab es hingegen größere Differenzen zwischen den Marktteilnehmern, wurden im Schedule-Teil mehrere Optionen festgehalten, aus denen die Akteure bei Vertragsabschluss frei wählen konnten; dies stellte die Basis auch für die späteren Master Agreements dar. Inhaltliche Haupterrungenschaft des Agreements (auch in den späteren Versionen) war die Festlegung eines Netting-Verfahrens, durch das beispielsweise gegeneinander bestehende Forderungen aus verschiedenen Transaktionen gegeneinander angerechnet werden konnten.
Unterdessen vergrößerte sich gegen Ende der 1980er Jahre vor dem Hintergrund eines boomenden OTC-Marktes die politische Funktion der Organisation dergestalt, dass sie sich zunehmend als Quasi-Repräsentant der OTC-Derivate-Industrie etablierte. Dabei nahmen ISDA-Mitglieder und -Vertreter vor Kongressausschüssen Stellung und standen vermehrt im Dialog mit Regulierungsbehörden.

### 1990er Jahre bis heute
Nachdem das Interest Rate and Currency Exchange Agreement von 1987 in den Folgejahren um mehrere Anhänge ergänzt worden war, die, Innovationen am Markt Rechnung tragend, seinen Regelungskreis schrittweise auf Zinscaps und Zinsfloors (1989 Cap Addendum) und Swaptions (1990 Option Addendum) ausgeweitet hatten, gingen die Dokumente 1992 schließlich in aktualisierter Form im ISDA Master Agreement auf. Dessen Verwendungsmöglichkeiten reichten über die des Vorgängers hinaus, indem es prinzipiell für die Verwendung für mehr oder weniger alle (damaligen) OTC-Derivate konzipiert war, darunter zum Beispiel Commodity-Swaps, Währungsoptionen oder Index-Swaps. Das Agreement bestand genau genommen aus zwei Teilen, einer Version für inländische und einer anderen für grenz- und währungsübergreifende Transaktionen. In den Jahren darauf gab die ISDA mehrere Definitionssammlungen heraus, durch die der Einsatzzweck des Master Agreements erweitert werden konnte, unter anderem für Warenderivate und bestimmte Bondoptionen sowie die heute weit verbreiteten CDS-Produkte (1999 Credit Derivatives Definitions).
2002 veröffentlichte die ISDA eine neue Version des Master Agreement, die den vielfältigen Marktveränderungen Rechnung tragen sollte, die im zurückliegenden Jahrzehnt zu verzeichnen waren. Dabei war es den Marktpartizipanten freigestellt, ob sie ihre alten Verträge gänzlich beibehalten, um einige neue Teile (standard form amendments) erweitern oder – was aus Gründen des damit verbundenen Aufwands seltener war – vollständig durch den neuen Rahmenvertrag ersetzen wollten.
Im Jahr 2003 wurde eine neue Version Credit Derivatives Definitions herausgegeben, die auch in den Jahren darauf immer wieder erweitert und überarbeitet wurden. Die Veränderungen gipfelten im März und Juli 2009 im Zuge der globalen Finanzmarktkrise in mehreren Protokollen, die eine Reaktion auf die hohe Zahl von Kreditereignissen in dieser Zeit darstellten. Im so genannten March Settlement wurde die Regelung von 2003 um eine neue Abwicklungsmethode ergänzt (auction settlements) und sollten Heterogenitäten bei der Einordnung von Kreditereignissen dadurch ausgeräumt werden, dass nunmehr spezielle, in regionale Zuständigkeitsbereiche unterteilte Ausschüsse (credit derivatives determinations committees; „DC“) über deren Feststellung entscheiden und über den Abwicklungsprozess wachen sollten. Um diese Regelungen nicht nur für zukünftige Vertragsgestaltungen zu implementieren, legte die ISDA zudem das Big Bang Protocol vor, durch dessen Beitritt die Parteien die neuen Regularien auch rückwirkend für bereits getätigte CDS-Transaktionen adaptieren konnten.

## Grundprinzipien desMaster Agreements
Die gesamte vertraglich festgehaltene ISDA-Dokumentation (gemäß der Fassungen von 1992 und 2002) besteht grundsätzlich aus folgenden Teilen:
1. dem Standard-Rahmenvertrag (Master Agreement);
2. dem Anhang (Schedule), in dem Modifikationen und Ergänzungen des Master Agreements vereinbart sind;
3. dem Besicherungsanhang (Credit Support Annex) als Bestandteil des Schedules, worin, gewöhnlich das gesamte Master Agreement betreffend, grundlegende Bestimmungen zur Collateral-Akzeptanz festgelegt sind, oder alternativ einem Credit Support Deed mit gleichem Regelungscharakter, aber Unterschieden in den Details der vorgesehenen Modalitäten[17];
4. einer Vielzahl von einzelnen Bestimmungen (Confirmations) für einzelne Transaktionen.

Die Parteien legen dabei zunächst einmalig den Standard-Rahmenvertrag samt Schedule und Credit Support Annex fest. Einzelne Transaktionen werden danach mittels einer Confirmation vertraglich festgehalten, in der transaktionsspezifische Details festgelegt werden. Diese Festlegung erfolgt wiederum in Rückgriff auf die Begriffsbestimmungen einer oder mehrerer der etwas über einem Dutzend von der ISDA herausgegebene Definitionssammlungen. Juristisch beabsichtigt das ISDA-Regelwerk, dass mit jeder vereinbarten Confirmation ein aus den Elementen 1–4 bestehendes Gesamtvertragswerk entsteht – inwiefern dies rechtlich umsetzbar ist, ist allerdings umstritten.

## ISDAfix
Seit 1998 gibt die ISDA unter der Bezeichnung ISDAfix eine Reihe von Referenzzinssätzen für Zinsswap-Geschäfte heraus.

## Kritik
Auf Kritik stieß die ISDA im Zuge der Griechischen Finanzkrise für ihr Verfahren bei der Bestimmung von credit events im Rahmen des CDS-Instrumentariums. Im Fokus steht dabei insbesondere die Tatsache, dass die Kompetenz, ob durch Restrukturierungsmaßnahmen auf griechische Staatsanleihen ein credit event – und damit die Auszahlung der CDS-Prämien – ausgelöst wurde, schlussendlich bei 15 Vertretern der Finanzindustrie lag, die im europäischen Determination Committee vertreten sind. Kritiker fürchten unter anderem, dass es dadurch zu Interessenskonflikten kommen kann.